# Cyrtophora leucopicta
Cyrtophora leucopicta är en spindelart som först beskrevs av Arthur Urquhart 1890.  Cyrtophora leucopicta ingår i släktet Cyrtophora och familjen hjulspindlar.
Artens utbredningsområde är Fiji. Inga underarter finns listade i Catalogue of Life.